# Arkendale
Arkendale – wieś w Anglii, w hrabstwie North Yorkshire, w dystrykcie (unitary authority) North Yorkshire. Leży 24 km na północny zachód od miasta York i 295 km na północ od Londynu.